# Victoria United FC
Der Victoria United Football Club ist ein kamerunischer Fußballverein aus Limbe. Aktuell spielt der Verein in der ersten Liga.

## Erfolge
- Kamerunischer Meister: 2023/24
- Kamerunischer Zweitligameister: 2022/23  ▲

## Stadion
Der Verein trägt seine Heimspiele im Stade Omnisport de Limbé in Limbe aus. Das Stadion hat ein Fassungsvermögen von 20.000 Personen.